# Crossandra flava
Crossandra flava är en akantusväxtart som beskrevs av William Jackson Hooker. Crossandra flava ingår i släktet Crossandra och familjen akantusväxter. Inga underarter finns listade i Catalogue of Life.